# Aerangis montana
Aerangis montana är en orkidéart som beskrevs av Joyce Stewart. 
Aerangis montana ingår i släktet Aerangis och familjen orkidéer. Inga underarter finns listade i Catalogue of Life.